# Apasaraycık, Çumra
Apasaraycık là một xã thuộc huyện Çumra, tỉnh Konya, Thổ Nhĩ Kỳ. Dân số thời điểm năm 2011 là 533 người.